# Deanna Troi

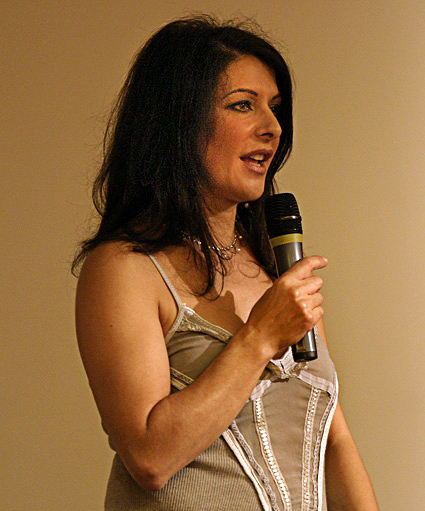
Marina Sirtis

Comandorul Deanna Troi este un personaj fictiv principal din serialul științifico-fantastic de televiziune Star Trek: Generația următoare și din filmele de lung metraj în care apar membrii echipajului din serial. Rolul este interpretat de actrița Marina Sirtis. 
Deanna Troi este pe jumătate umanoidă terestră, jumătate Betazoidă și are capacități telepatice. Troi servește pe post de consilier al navei USS Enterprise. În cea mai mare a serialului, ea deține rangul de locotenent-comandor. În sezonul al șaptelea, Troi dă examenul pentru ofițeri de punte și este promovată la rangul de comandor, dar își continuă activitatea de consilier. În filmul Star Trek: Nemesis apare cu numele Deanna Troi-Riker, datorită căsătoriei sale cu comandorul William Riker.

## Biografie
Deanna Troi s-a născut pe 29 martie 2336, lângă Lacul El-Nar, planeta Betazed.. Mama ei este de pe planetă, Ambasadorul Lwaxana Troi (rol interpretat de Majel Barrett), în timp ce tatăl este de pe Pământ, lt. Ian Andrew Troi (interpretat de Amick Byram), un ofițer decedat al Flotei Stelare.